# 舊扎戈拉州
舊扎戈拉州是保加利亞的一個州，位於該國中南部。面積5,151.1平方公里，2006年人口388,556人。州府舊扎戈拉，下分为11个市镇。該州居民大多信奉東正教。